# 200 meter bröstsim för herrar i simning vid olympiska sommarspelen 2004
Sammanställda resultaten för 200 meter bröstsim, herrar vid de Olympiska sommarspelen 2004.

## Rekord
| Världsrekord                  | Brendan Hansen (USA)    | Long Beach, USA    | 2.09,04 | 11 juli 2004    |
| Tidigare olympiskt rekord     | Mike Barrowman (USA)    | Barcelona, Spanien | 2.10,16 | 29 juli 1992    |
| Nytt olympiskt rekord (Final) | Kosuke Kitajima (Japan) | Aten, Grekland     | 2.09,44 | 18 augusti 2004 |

## Medaljörer
| Guld:                  | Silver:               | Brons:              |
| Kosuke Kitajima, Japan | Daniel Gyurta, Ungern | Brendan Hansen, USA |

## Resultat
Från de 6 kvalheaten gick de 16 snabbaste vidare till semifinal.
Från de två semifinalerna gick de 8 snabbaste till final.
Alla tider visas i minuter och sekunder.

Q kvalificerad till nästa omgång

DNS startade inte.

DSQ markerar diskvalificerad eller utesluten.

### Kval

#### Heat 1
1. Bradley Ally, Barbados 2.18,64
2. Miguel Molina, Filippinerna 2.19,19
3. Wei-Wen Wang, Taiwan 2.20,65
4. Malick Fall, Senegal 2.22,31
5. Edvinas Dautartas, Litauen 2.23,12
6. Sergiu Postica, Moldavien 2.27,21
7. Anton Kramarenko, Kirgizistan 2.28,59

#### Heat 2
1. Zhongjian Lai, Kina 2.14,61 Q
2. Eduardo Fischer, Brasilien 2.16,04
3. Mihail Alexandrov, Bulgarien 2.17,19
4. Sofiane Daid, Algeriet 2.17,78
5. Andrej Morkovin, Uzbekistan 2.18,48
6. Emil Tahirovic, Slovenien 2.18,65
7. Ben Labowitch, Nya Zeeland 2.19,25
8. Chi-Kin Tam, Hongkong 2.19,48

#### Heat 3
1. Ratapong Sirisanont, Thailand 2.15,39
2. Valerij Dimo, Ukraina 2.15,52
3. Jakob Johann Sveinsson, Island 2.15,60
4. Daniel Malek, Tjeckien 2.17,47
5. Aleksander Baldin, Estland 2.17,90
6. Romanos Iason Alyfantis, Grekland 2.18,18
7. Vanja Rogulj, Kroatien 2.18,81
8. Jarno Pihlava, Finland DNS

#### Heat 4
1. Kosuke Kitajima, Japan 2.11,97 Q
2. Paolo Bossini, Italien 2.12,09 Q
3. Mike Brown, Kanada 2.12,69 Q
4. Terence Parkin, Sydafrika 2.14,12 Q
5. Christopher Cook, Storbritannien 2.14,68 Q
6. Jens Kruppa, Tyskland 2.15,29
7. Regan Harrison, Australien 2.15,86
8. Loris Facci, Italien 2.19,38

#### Heat 5
1. Vladislav Poljakov, Kazakstan 2.12,96 Q
2. Grigori Falko, Ryssland 2.13,45 Q
3. Scott Usher, USA 2.13,59 Q
4. Genki Imamura, Japan 2.14,10 Q
5. Maxim Podoprigora, Österrike 2.14,31 Q
6. Dmitri Komornikov, Ryssland 2.14,92
7. Hugues Duboscq, Frankrike 2.16,56
8. Thijs van Valkengoed, Nederländerna 2.16,80

#### Heat 6
1. Daniel Gyurta, Ungern 2.11,29 Q
2. Brendan Hansen, USA 2.12,77 Q
3. Ian Edmond, Storbritannien 2.13,08 Q
4. Jim Piper, Australien 2.13,79 Q
5. Richard Bodor, Ungern 2.14,36 Q
6. Michael Williamson, Irland 2.15,75
7. Martin Gustafsson, Sverige 2.17,12
8. Morgan Knabe, Kanada 2.17,20

### Semifinaler

#### Heat 1
1. Kosuke Kitajima, Japan 2.10,86 Q
2. Mike Brown, Kanada 2.12,14 Q
3. Vladislav Poljakov, Kazakstan 2.12,19 Q
4. Jim Piper, Australien 2.12,22 Q
5. Grigori Falko, Ryssland 2.12,42
6. Richard Bodor, Ungern 2.12,76
7. Terence Parkin, Sydafrika 2.13,58
8. Christopher Cook, Storbritannien 2.15,91

#### Heat 2
1. Daniel Gyurta, Ungern 2:10,75 Q
2. Brendan Hansen, USA 2:10,81 Q
3. Paolo Bossini, Italien 2:11,76 Q
4. Scott Usher, USA 2:12,00 Q
5. Genki Imamura, Japan 2:12,86
6. Maxim Podoprigora, Österrike 2:14,66
7. Zhongjian Lai, Kina 2:14,94
8. Ian Edmond, Storbritannien DSQ

### Final
1. Kosuke Kitajima, Japan 2:09,44 Olympiskt rekord
2. Daniel Gyurta, Ungern 2:10,80
3. Brendan Hansen, USA 2:10,87
4. Paolo Bossini, Italien 2:11,20
5. Vladislav Poljakov, Kazakstan 2:11,76
6. Mike Brown, Kanada 2:11,94
7. Scott Usher, USA 2:11,95
8. Jim Piper, Australia DSQ

## Tidigare vinnare

### OS
- 1896 – 1906: Ingen tävling
- 1908 i London: Frederick Holman, Storbritannien – 3.09,2
- 1912 i Stockholm: Walter Bathe, Tyskland – 3.01,8
- 1920 i Antwerpen: Håkan Malmsot, Sverige – 3.04,4
- 1924 i Paris: Robert Skelton, USA – 2.56,6
- 1928 i Amsterdam: Yoshiyuki Tsuruta, Japan – 2.48,8
- 1932 i Los Angeles: Yoshiyuki Tsuruta, Japan – 2.45,4
- 1936 i Berlin: Tetsua Hamuro, Japan – 2.41,5
- 1948 i London: Joseph Verdeur, USA – 2.39,3
- 1952 i Helsingfors: John Davies, Australien – 2.34,4
- 1956 i Melbourne: Masaru Furukawa, Japan – 2.34,7
- 1960 i Rom: Bill Mulliken, USA – 2.37,4
- 1964 i Tokyo: Ian O’Brien, Australien – 2.27,8
- 1968 i Mexico City: Felipe Muñoz, Mexiko – 2.28,7
- 1972 i München: John Hencken, USA – 2.21,55
- 1976 i Montréal: David Wilkie, Storbritannien – 2.15,11
- 1980 i Moskva: Robertas Zulpa, Sovjetunionen – 2.15,85
- 1984 i Los Angeles: Victor Davis, Kanada – 2.13,34
- 1988 i Seoul: Joszef Szabo, Ungern – 2.13,52
- 1992 i Barcelona: Mike Barrowman, USA – 2.10,16
- 1996 i Atlanta: Norbert Rozsa, Ungern – 2.12,57
- 2000 i Sydney: Domenico Fioravanti, Italien – 2.10,87

### VM
- 1973 i Belgrad: David Wilkie, Storbritannien – 2.19,28
- 1975 i Cali, Colombia: David Wilkie, Storbritannien – 2.18,23
- 1978 i Berlin: Nick Nevid, USA – 2.18,37
- 1982 i Guayaquil, Ecuador: Victor Davis, Kanada – 2.14,77
- 1986 i Madrid: Joszef Szabo, Ungern – 2.14,27
- 1991 i Perth: Mike Barrowman, USA – 2.11,23
- 1994 i Rom: Norbert Rozsa, Ungern – 2.12,81
- 1998 i Perth: Kurt Grote, USA – 2.13,40
- 2001 i Fukuoka, Japan: Brendan Hansen, USA – 2.10,69
- 2003 i Barcelona: Kosuke Kitajima, Japan – 2.09,42